# Check on It
«Check on It» es una canción interpretada por la cantante estadounidense Beyoncé con la colaboración del rapero Slim Thug. Angela Beyince, Sean Garrett, Swizz Beatz y la cantante la compusieron, mientras que la producción estuvo a cargo de estos dos últimos. Inicialmente grabada por Beyoncé, se suponía que se incluiría en la banda sonora de la película La pantera rosa (2006), en la que es una de las protagonistas. Como finalmente no figuró en allí, la canción fue incluida en el álbum de grandes éxitos de Destiny's Child, #1's. La compañía discográfica Columbia Records, filial de Sony Music, la publicó el 13 de diciembre de 2005 en los Estados Unidos a través de la descarga digital. «Check on It» es una canción perteneciente a los géneros rhythm and blues y hip hop, que hace uso de instrumentos de cuerda y de viento. En la letra, que se lleva a cabo en un club de baile, Beyoncé deja que los clientes sean bienvenidos y observen su cuerpo sexualmente atractivo mientras está bailando. También, la canción se compone de dos raps de Slim Thug.
«Check on It» obtuvo reseñas positivas de los críticos musicales, que elogiaron la facilidad con que Beyoncé canta la canción, así como su interpretación vocal. De igual manera, obtuvo un éxito comercial, pues llegó a la cima de la lista de sencillos Billboard Hot 100 de los Estados Unidos, así como en Nueva Zelanda, y se ubicó entre los cinco primeros puestos en Francia, Hungría, Irlanda, Noruega, los Países Bajos y el Reino Unido. Para su promoción, se rodó un videoclip dirigido por Hype Williams y estrenado en MTV el 19 de diciembre de 2005. Fue filmado en un ambiente rosado, al estilo de La pantera rosa, e incorpora influencias de los años 1950. Ganó en la categoría de mejor vídeo R&B en los MTV Video Music Awards de 2006 y fue nominado en los premios BET del mismo año. Beyoncé interpretó el tema en las giras mundiales The Beyoncé Experience (2007) y I Am... World Tour (2009).

## Antecedentes y lanzamiento

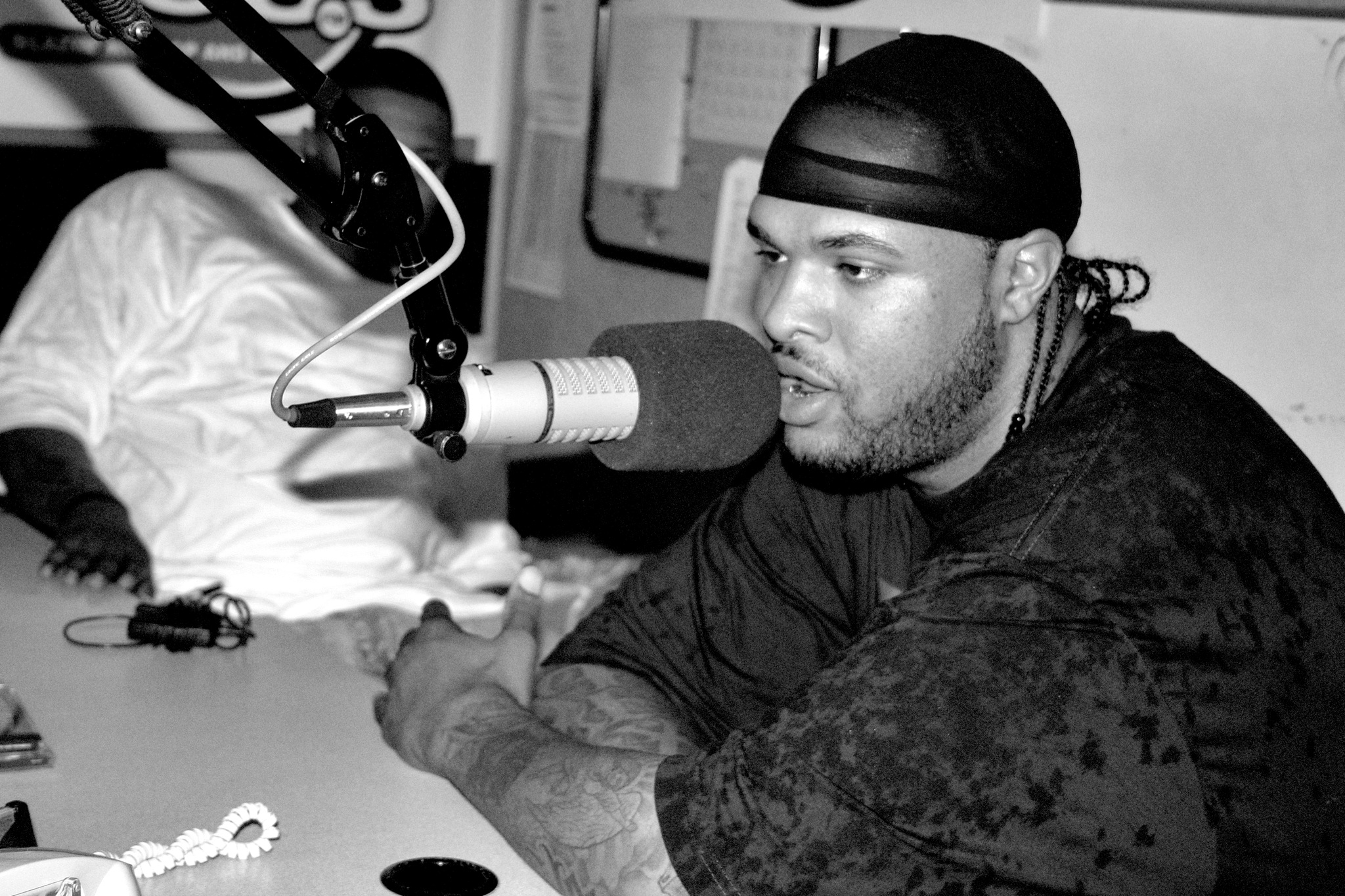
«Check on It» iba a estar en la banda sonora de La pantera rosa, sin embargo, se decidió no incluirla, por lo tanto, Slim Thug (en la foto) grabó sus propias letras de rap.

Beyoncé, Swizz Beatz, Angela Beyince, Sean Garrett y Slim Thug compusieron «Check on It», mientras que la producción musical estuvo a cargo de Swizz Beatz y la cantante. Matt Hennessy, Dave Pensado y Dexter Simmons se encargaron de la mezcla, con ayuda de Geoffrey Rice y Matt Serrecchio, en dos estudios diferentes: uno en Larrabee Sounds, y el otro en Pacifique Studios, ambos en Hollywood, California. Por otro lado, Jim Caruana la grabó en los estudios Sony Music, en la ciudad de Nueva York, mientras que Nathan Jenkis lo hizo en Hensons Recording Studios, Hollywood, Los Ángeles, California. La cantante dijo que el título del tema, «Check on It», fue la frase que ella y su dirección usaron varias veces en broma antes de que decidieran convertirla en una canción. Grabada originalmente por Beyoncé solamente, la canción debía incluirse en la banda sonora de la adaptación de La pantera rosa (2006), protagonizada por Steve Martin, Kevin Kline y la artista. Sin embargo, se decidió no utilizarla en el 
álbum a último minuto, y la pista, con voces adicionales de Slim Thug, fue entonces añadida al álbum de grandes éxitos de Destiny's Child —la antigua banda de Beyoncé— #1's (2005). No obstante, fue tocada durante los créditos finales de La pantera rosa. Inicialmente, «Check on It» no estaba destinada a ser lanzada como sencillo de #1's. Sin embargo, recibió una intensa rotación en las estaciones de radio estadounidenses después de la publicación de «Stand Up for Love», que fue grabada por todas las integrantes de Destiny's Child, y que había sido un fracaso comercial. Mientras tanto, la canción debutó en la lista estadounidense Billboard Hot 100 en noviembre de 2005, es decir, antes de su lanzamiento oficial, pues había reunido un considerable impacto de los oyentes. Una remezcla del tema, con la participación del rapero Bun B, se grabó antes de que se pusiese a la venta. Maurice Joshua se encargó de realizarla, con ayuda de Junior Vasquez, quien se ocupó de la producción. Por otro lado, aunque «Check on It» fue un éxito en el mundo, Beyoncé reveló que le disgusta la canción. Sostuvo que estaba sorprendida por la recepción comercial, ya que, según ella, es demasiado simple y no pegadiza, como alguno de sus anteriores sencillos.
La compañía discográfica Columbia Records, filial de Sony Music, publicó «Check on It» por primera vez el 13 de diciembre de 2005, a través de la descarga digital. Las remezclas fueron posteriormente puestas a la venta el 31 de enero de 2006, tanto en Canadá, los Estados Unidos y el Reino Unido. Asimismo, también se lanzó un sencillo en CD en ese segundo país, el 28 de febrero, mientras que en Canadá y la Unión Europea, el 14 de enero. Por su parte, en esos dos últimos, y en el Reino Unido, se puso a la venta un EP digital, el 7 de febrero, y en los Estados Unidos, el 21 del mismo mes. Además de ser lanzado en diferentes formatos, también figuró como pista adicional en la versión alemana del segundo álbum de estudio de Beyoncé, B'Day, y fue incluida en la doble edición de lujo internacional de ese disco.

## Composición

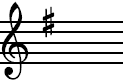
«Check on It» está compuesta en la tonalidad de sol mayor.

«Check on It» es una canción midtempo, perteneciente a los géneros rhythm and blues y hip hop, que hace uso de instrumentos de cuerda, de viento y frecuentes «burlas pélvicas alegres». Según la partitura publicada en Musicnotes por EMI Music Publishing, está compuesta en la tonalidad de sol mayor, y se encuentra en tiempo común, a 166 pulsaciones por minuto. El registro vocal de Beyoncé se extiende desde la nota baja la3 a la alta si4. Según Bill Lamb de About.com, la cantante adopta una voz delicada y seductora a lo largo del tema. Líricamente, la canción se lleva a cabo en un club de baile, donde la protagonista deja que los clientes sean bienvenidos y vean su cuerpo sexualmente atractivo cuando baila. «Check on It» inicia con un verso de rap de Slim Thug: «Good girls gotta get down with them gangstas / Go head girl put some back and some neck up on it...» —«Las buenas chicas tienen que bajar con sus gánsters / Anda chica, pon algo de espalda y cuello en él»—. De acuerdo a Bret McCabe de Baltimore City Paper, el rapero suena como un Mercury Cougar de 1975 dando vueltas cuando gruñe en su ronroneo corpulento.
En el primer verso, la artista canta la letra sobre «provocación sexual», que está dirigida a los hombres mirándola: «I can be a tease, but I really wanna please you [...] Oohhh you watchin[g] me shake it, Ya can't take it, it’s blazin[g]» —«Puedo ser una provocadora, pero en verdad quiero complacerte [...] Oohhh me miras sacudiéndolo, no puedes tomarlo, es ardiente»—. Las líneas del estribillo, «Dip it, pop it, work it, stop it, check on me tonight» —«bájalo, estállalo, trabájalo, detenlo, chequéame esta noche»— se cantó de manera muy rápida y sin aliento por Beyoncé. Bret McCabe señaló que su ritmo se podría comparar al de la cantante estadounidense Donna Summer. Slim Thug reaparece después de la segunda estrofa para realizar otro rap diferente: «I’m checking on you boo, do what’chu do / And while you dance I’ma glance at this beautiful view / I’m keep my hands in my pants, I need to glue ’em with glue» —«Te estoy comprobando nena, haz lo que tengas que hacer / Y mientras bailo me deleito con esta hermosa vista / Guardo mis manos en mis pantalones, necesito pegarlos con pegamento»—. Antes de que la canción finaliza, Beyoncé repite las líneas del estribillo cuatro veces más cuando la voz adicional de ella se escucha en el fondo.

## Recepción crítica
En términos generales, «Check on It» obtuvo reseñas positivas de los críticos musicales, quienes elogiaron la voz de Beyoncé, la facilidad y confianza que muestra mientras canta sus letras. Un redactor de Contactmusic.com describió a la canción como un «himno de trasero temblando» y felicitó a la cantante por cambiar a una canción club después de «Stand Up for Love». Bret McCabe de Baltimore City Paper señaló que es «menos una coyuntura de DC [Destiny's Child] que un solo de la gatita Beyoncé». Elogió la letra de la canción y la facilidad con que la canta, al destacar sus «flautas de R&B de venta millonaria». James Blake de BBC Music escribió que el tema tiene a nuestros ángeles poniendo gangsta. Bill Lamb de About.com escribió que aunque no es tan buena como los anteriores sencillos de Beyoncé como «Crazy in Love», su esfuerzo vocal es atractivo y «una delicia escuchar[lo]». Jaime Gill de Yahoo! Music la describió como «sinuosamente brillante». Por su parte, James Anthony del periódico británico The Guardian sostuvo que «apoya una maravillosa desconsideración por las convenciones tradicionales de la composición. No hay Jova (Jay-Z) esta vez, pero el perezoso acento sureño del rapero de Houston, Slim Thug, adapta el tempo mínimamente lento». Por otro lado, Sal Cinquemani de Slant Magazine señaló que «Check on It» muestra que las mujeres de Destiny's Child están honestamente centradas en sus futuros (solos). Sin embargo, en una crítica más variada, Thomas Inskeep de la revista Stylus indicó que tiene un ritmo de Swizz Beatz débil y tonto, y dijo que el verso de Slim Thug («Keep my hands in my pants / I need to glue ‘em with glue») debería haberse quedado en el piso del estudio.

### Reconocimientos
Bill Lamb posicionó a «Check on It» en el número setenta y uno de su lista de las 100 mejores canciones pop del 2005. Del mismo modo, los sitios Severing y Z100 ubicaron al tema en lo mejor del mismo año. En la edición de julio de 2006 de la revista Spin, Nick Duerden la colocó en el séptimo lugar de los diez temas de Beyoncé que necesitas descargar, y comentó que «Check on It» es la canción más sexy de la cantante hasta la fecha. En la encuesta de Billboard hecha por Erika Ramirez y Jason Lipshutz, de los «30 mayores éxitos de Beyoncé», «Check on It» figuró en el puesto número cinco. Al respecto, comentaron: «Un poco de rap no le hace mal a nadie, y menos a Beyoncé». La canción también apareció en varias listas de las mejores canciones de la cantante, como en About.com, donde Bill Lamb la colocó en el octavo lugar, o Matthew Perpetua de BuzzFeed, que la dejó en el quinto puesto, y escribió que «es una de las melodías más sorprendentes en el catálogo de Beyoncé». En la misma vena, Bo Thornton de Yahoo! comentó, al incluirla en el segundo lugar de las diez mejoras canciones de la artista, que «se puede bailar. Es el tipo de canción que es adictiva. Probablemente es por eso que la canción fue todo el camino al número uno». Por otro lado, Mark Blankenship de NewNowNext elaboró una lista llamada «Canciones exitosas de Beyoncé: en orden de peor a mejor», y «Check on It» fue incluida en el número dieciséis, es decir, en «lo malo». También, Jocelyn Voo de Fitness la incluyó en su lista de las «10 mejores canciones de Beyoncé Knowles de ejercicio». Por su parte, el sitio en español Ideas no palabras creó el conteo de las canciones destacadas del 2006, y el tema figuró allí. La canción obtuvo una nominación al mejor dúo/colaboración en los premios BET de 2006, y como mejor pista dance rap/hip hop en los Winter Music Conference de 2007, aunque perdió este último ante «London Bridge» de Fergie. Además, recibió un Broadcast Music, Inc. (BMI) por canción premiada.

## Recepción comercial

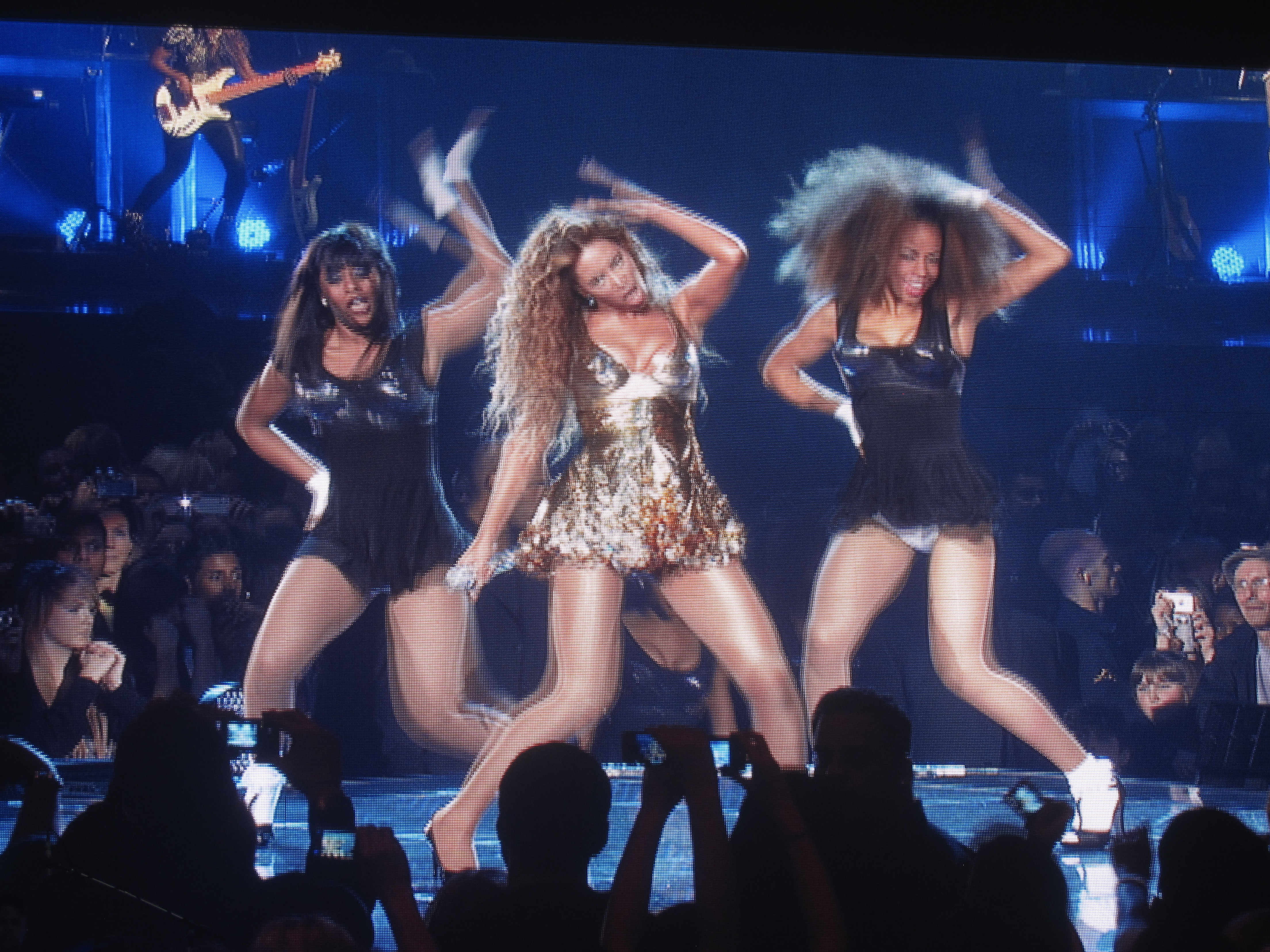
Beyoncé interpretando «Check on It» durante I Am... World Tour (2009).

«Check on It» obtuvo un éxito comercial en los Estados Unidos y el mundo. En el primero, debutó en el puesto número setenta y dos de la lista oficial de sencillos Billboard Hot 100, para la edición del 19 de noviembre de 2005. Con el pasar de las semanas, el rendimiento fue muy positivo, por lo que el 4 de febrero de 2006, la canción llegó a la cima de la lista. Se mantuvo en esa posición por cinco semanas consecutivas, y empató con Jennifer Lopez por tener sus tres primeros número uno en el Hot 100 por cinco semanas o más. El mismo caso ocurrió con «Bad Day» (2005) del cantante canadiense Daniel Powter, pues «Check on It» empató con este por el sencillo con más semanas en el número uno en el año 2006. En las listas Digital Songs y Hot R&B/Hip-Hop Songs, la canción entró por primera vez el 3 de diciembre de 2005, en el número cuarenta y siete y sesenta y seis, respectivamente. En la primera, para el 28 del mismo mes, alcanzó la casilla número uno, y permaneció allí por tres semanas consecutivas. Por su parte, en la segunda lista, llegó a la posición más alta, en el número tres, el 11 de febrero de 2006. Por otro lado, también obtuvo un recibimiento positivo en la lista radial de Billboard, donde ingresó al puesto número cincuenta y seis, el 19 de noviembre de 2005, y en febrero del año siguiente, ocupó el primer lugar, donde estuvo por tres ediciones consecutivas. «Check on It» también obtuvo un éxito en los demás conteos de Billboard, debido a que llegó a la cima de la Dance Club Songs, Dance/Electronic Singles Sales, Pop 100, Pop 100 Airplay, Pop Songs y Rhythmic Top 40. Asimismo, llegó a los cinco primeros en los conteos Hot R&B/Hip-Hop Airplay, Dance/Mix Show Airplay y en Canadá, mientras que ocupó los puestos treinta y seis, treinta y ocho y cuarenta y cuatro en la Adult Pop, Latin Pop y Top Latin Songs. El 18 de enero de 2006, la Recording Industry Association of America (RIAA) certificó a «Check on It» con disco de oro, tras la venta de 500 000 copias, mientras que el 14 de junio del mismo año, lo condecoró con disco de platino, por la distribución en formato ringtone. Hasta octubre de 2012, el tema había vendido 1 438 000 descargas digitales en los Estados Unidos. Del mismo modo, en el territorio canadiense, fue premiado con disco de oro por la Canadian Recording Industry Association (CRIA), por la venta de 20 000 copias, y con dos de platino en ringtone, por comercializar 80 000 unidades.
En Europa, la canción debutó en la cuarta posición de la lista oficial de sencillos del Reino Unido, el 26 de enero de 2006. Para la semana siguiente, había alcanzado su máxima posición, en el número tres. En Noruega, ingresó en el duodécimo lugar, en la cuarta semana del 2006. Para la novena, llegó a su más alto lugar, en el número dos, solo superada por «Don't Save Me» de Marit Larsen. De modo similar, en Irlanda, entró en la cuarta posición el 19 de enero de 2006, y dos semanas después, también llegó al dos. Por su parte, en Hungría y los Países Bajos, se ubicó en el número tres, en las fechas del 11 de febrero y 8 de mayo de 2006, respectivamente. Por otro lado, en la lista radial de Francia, Diffusions radio, entró por primera vez el 3 de febrero, en la posición 97, y al cabo de seis semanas, se posicionó en el cinco. En Finlandia, debutó y alcanzó el puesto seis, mientras que en Suiza, el ocho. En los países de Dinamarca, la región Flamenca de Bélgica y Austria, llegó a los puestos ocho, nueve y diez, en las ediciones del 21 de abril, 25 y 31 de marzo de 2006, respectivamente. Ocupó el top 40 en las listas de Alemania, la región Valona de Bélgica, la lista de sencillos de Francia y Suecia. «Check on It» obtuvo un éxito en la lista de Nueva Zelanda; entró el 30 de enero de 2006, en el número treinta y cinco. Se mantuvo en los treinta primeros hasta el 6 de marzo, en el treinta y siete, y siete días después, escaló treinta y seis lugares, hasta el uno, donde se quedó allí dos semanas consecutivas. En total, permaneció dieciséis en la lista. Finalmente, en Japón, llegó al cuarenta y cinco.

## Vídeo musical
Cuando la demanda por la canción estaba creciendo, Beyoncé decidió realizar un vídeo musical para ella, por lo que sirvió como promoción para #1's y La pantera rosa. Fue dirigido por Hype Williams. La versión de «Check on It» que se utiliza en el clip cuenta con una remezcla de «El tema de la Pantera Rosa» y un rap de Bun B. Se estrenó el 19 de diciembre de 2005 en MTV, y figuró en el DVD de La pantera rosa. Fue filmado en doce horas y cuenta con la cantante en doce diferentes configuraciones y atuendos, mientras que incorpora influencias de la década de 1950. Hype Williams comentó a Margeaux Watson de Entertainment Weekly que el concepto era hacer todo rosado al estilo de La pantera rosa. Añadió que las velas Rosa reflejan el sonido del instrumento de viento de la sección de cuerdas. Hablando sobre el vídeo en MTV, Beyoncé dijo:

«["Check on It"] es tan divertido, te hace sentir como un niño otra vez y queríamos poner un poco de eso en la coreografía y el estilo del vídeo. Se trata de comprobar por ti mismo y asegurarte de que te estás moviendo bien y tu hombre admirando cómo te mueves».

En el vídeo, Beyoncé es vista principalmente en color rosa, mientras que las bailarinas usan chaquetas de PVC y bailan alrededor de sábanas de raso formando olas. En otras escenas, la cantante baila detrás de una pared a lunares magenta, mientras lleva un corsé, una peluca rosa y los labios pintados del mismo color. Además, se muestran imágenes de cortinas moviéndose en el fondo, donde aparecen normalmente barras negras en una televisión de 4:3 (pantalla completa) mostrando una producción panorámica. Esto fue una tendencia en los vídeos dirigidos por Williams durante ese año, con el efecto que se utilizó en la canción «So Sick» (2006) del cantante Ne-Yo y «Unpredictable» de Jamie Foxx. En la entrega de 2006 de los MTV Video Music Awards, «Check on It» ganó el mejor video R&B. También fue nominado a vídeo del año en los premios BET 2006, pero el premio se lo llevó «Be Without You» de Mary J. Blige.

## Interpretaciones en directo

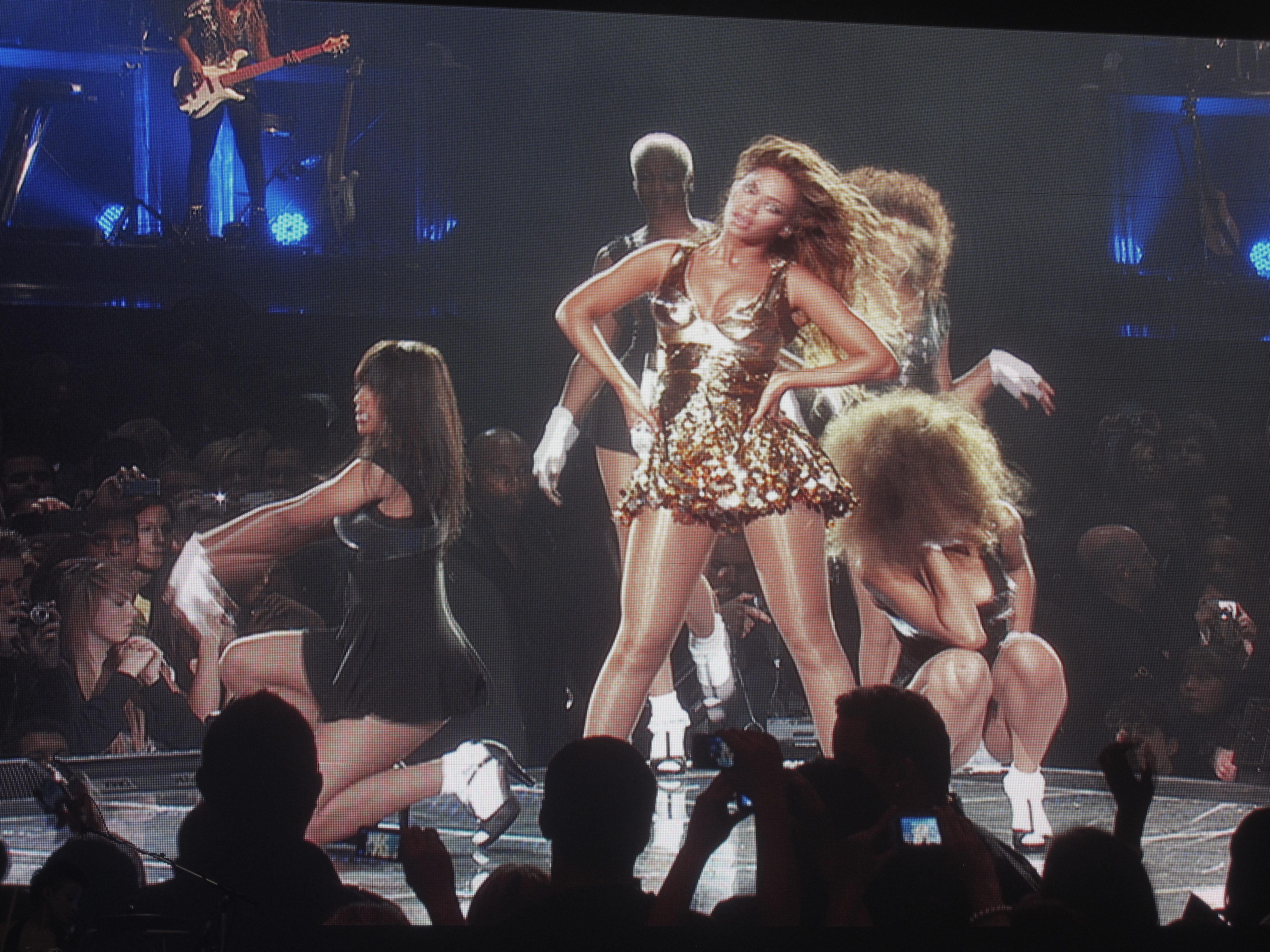
Beyoncé interpretando «Check on It» durante I Am... World Tour (2009).

Aunque Beyoncé no promovió «Check on It» en los programas de televisión, formó parte del repertorio de las giras The Beyoncé Experience, realizado en el año 2007, y en la I Am... World Tour (2009). En la primera, la cantante realizó segmentos de la canción, vestida con un slip translúcido y de oro y bragas de oro brillantes. La interpretó sin bailarines, pero con instrumentación en vivo y solo las coristas hacia el final de la presentación. El tema figuró en el álbum en directo The Beyoncé Experience Live (2007). Por otro lado, cuando la presentó en Sunrise, Florida, el 29 de junio de 2009, llevaba un leotardo de oro brillante. Mientras cantaba, se proyectaron gráficos animados de tocadiscos, amplificadores y otros equipos de sonido por detrás de Beyoncé, los bailarines y los músicos. Por su parte, el acompañamiento instrumental consistió de dos baterías, dos teclados, percusión, una sección de vientos, tres vocalistas llamadas The Mamas y la guitarra de Bibi McGill. La Revista Privile comentó que «la diva hizo estremecer y delirar al público». La presentación se incluyó en I Am... World Tour.

## Lista de canciones y formatos
| EP de remezclas internacional (con Bun B & Slim Thug) |                                         |          |  |
| N.º                                                   | Título                                  | Duración |  |
| 1.                                                    | «Check on It» (versión del álbum)       | 3:30     |  |
| 2.                                                    | «Check on It» (Junior Vasquez Club Mix) | 8:31     |  |
| 3.                                                    | «Check on It» (Maurice's Nu Soul Mix)   | 5:59     |  |
| 4.                                                    | «Check on It» (King Klub Mix)           | 6:48     |  |
| 5.                                                    | «Check on It» (remezcla de Bama Boyz)   | 3:54     |  |

| Sencillo publicado en Canadá y Europa (con Slim Thug) |                                   |          |  |
| N.º                                                   | Título                            | Duración |  |
| 1.                                                    | «Check on It» (versión del álbum) | 3:31     |  |
| 2.                                                    | «Check on It» (versión sin rap)   | 3:08     |  |

| Sencillo publicado en los Estados Unidos (con Voltio) |                                                        |          |  |
| N.º                                                   | Título                                                 | Duración |  |
| 1.                                                    | «Check on It» (Bama Boyz Reggaeton Remix)              | 3:28     |  |
| 2.                                                    | «Check on It» (Bama Boyz Reggaeton Remix Instrumental) | 3:28     |  |

## Listas y certificaciones
| País (Lista 2006)                               | Mejor posición |
| ----------------------------------------------- | -------------- |
| Alemania                                        | 11             |
| Austria                                         | 10             |
| Bélgica Flandes                                 | 9              |
| Bélgica Valonia                                 | 31             |
| Canadá                                          | 5              |
| Dinamarca                                       | 8              |
| Estados Unidos (Adult Pop Songs)                | 36             |
| Estados Unidos (Billboard Hot 100)              | 1              |
| Estados Unidos (Dance Club Songs)               | 1              |
| Estados Unidos (Dance/Electronic Singles Sales) | 1              |
| Estados Unidos (Dance/Mix Show Airplay)         | 4              |
| Estados Unidos (Digital Songs)                  | 1              |
| Estados Unidos (Hot R&B/Hip-Hop Songs)          | 3              |
| Estados Unidos (Hot R&B/Hip-Hop Airplay)        | 3              |
| Estados Unidos (Latin Pop Songs)                | 38             |
| Estados Unidos (Pop 100)                        | 1              |
| Estados Unidos (Pop 100 Airplay)                | 1              |
| Estados Unidos (Pop Songs)                      | 1              |
| Estados Unidos (Radio Songs)                    | 1              |
| Estados Unidos (Rhythmic Top 40)                | 1              |
| Estados Unidos (Top Latin Songs)                | 44             |
| Finlandia                                       | 6              |
| Francia (Singles Fusionnés)                     | 32             |
| Francia (Diffusions radio)                      | 5              |
| Hungría                                         | 3              |
| Irlanda                                         | 2              |
| Japón                                           | 45             |
| Noruega                                         | 2              |
| Nueva Zelanda                                   | 1              |
| Países Bajos                                    | 3              |
| Reino Unido                                     | 3              |
| Suecia                                          | 11             |
| Suiza                                           | 7              |

| País (Lista 2006)                      | Posición |
| -------------------------------------- | -------- |
| Austria                                | 52       |
| Bélgica Flandes                        | 46       |
| Hungría (Editors' Choice TOP 100)      | 46       |
| Hungría (Rádiós Top 100)               | 18       |
| Estados Unidos (Billboard Hot 100)     | 10       |
| Estados Unidos (Dance Club Songs)      | 3        |
| Estados Unidos (Digital Songs)         | 23       |
| Estados Unidos (Hot R&B/Hip-Hop Songs) | 19       |
| Estados Unidos (Pop 100)               | 9        |
| Estados Unidos (Radio Songs)           | 4        |
| Estados Unidos (Rhythmic Top 40)       | 14       |
| Suiza                                  | 45       |

| País (Lista 2000—09)               | Posición |
| ---------------------------------- | -------- |
| Estados Unidos (Billboard Hot 100) | 88       |
| Estados Unidos (Pop Songs)         | 41       |

### Certificaciones
| País (organismo certificador) | Certificación         |
| ----------------------------- | --------------------- |
| Canadá (CRIA)                 | Oro                   |
| Canadá (CRIA)                 | 2× Platino (ringtone) |
| Estados Unidos (RIAA)         | Oro                   |
| Estados Unidos (RIAA)         | Platino (ringtone)    |

## Historial de lanzamientos
| País           | Fecha                   | Formato          | Discográfica     |
| -------------- | ----------------------- | ---------------- | ---------------- |
| Estados Unidos | 13 de diciembre de 2005 | Descarga digital | Columbia Records |
| Estados Unidos | 31 de enero de 2006     | Remezclas dance  | Columbia Records |
| Estados Unidos | 21 de febrero de 2006   | EP digital       | Columbia Records |
| Estados Unidos | 28 de febrero de 2006   | Sencillo en CD   | Columbia Records |
| Canadá         | 14 de enero de 2006     | Sencillo en CD   | Columbia Records |
| Canadá         | 31 de enero de 2006     | Remezclas dance  | Columbia Records |
| Canadá         | 7 de febrero de 2006    | EP digital       | Columbia Records |
| Reino Unido    | 31 de enero de 2006     | Remezclas dance  | Columbia Records |
| Reino Unido    | 7 de febrero de 2006    | EP digital       | Columbia Records |
| Reino Unido    | 21 de febrero de 2006   | Descarga digital | Columbia Records |
| Unión Europea  | 14 de enero de 2006     | Sencillo en CD   | Columbia Records |
| Unión Europea  | 7 de febrero de 2006    | EP digital       | Columbia Records |

## Créditos y personal
- Voz: Beyoncé y Slim Thug
- Composición: Beyoncé, Angela Beyince, Swizz Beatz, Sean Garrett y Slim Thug
- Producción: Beyoncé y Swiss Beatz
- Grabación: Jim Caruana, en Sony Music Studios, ciudad de Nueva York, y Nathan Jenkis en Hensons Recording Studios, Hollywood, Los Ángeles, California
- Producción ejecutiva: Beyoncé, Mathew Knowles, Kelly Rowland y Michelle Williams
- Ingeniería: Joe Carrano, Jim Caruana y Nathan Jenkins, en Larrabee Sounds y Pacifique Studios, Hollywood, Los Ángeles, California
- Masterización: Tom Coyne
- Mezcla: Matt Hennessy, Dave Pensado y Dexter Simmons, en
- A&R: Huy Nguyen
- Asistencia: Geoffrey Rice y Matt Serrecchio
- Remezcla: Maurice Joshua
- Producción de remezcla: Junior Vasquez

Fuentes: créditos adaptados de Allmusic y del álbum recopilatorio #1's.